# أوشندل
أوشندل هي قرية في مقاطعة هشترود، إيران. عدد سكان هذه القرية هو 891 في سنة 2006.